# Костел Святих Анни та Станіслава (Луків)
Костел Святого Мученика Станіслава Біскупа і Святої Анни — колишній римо-католицький костел у селищі Луків.

## Історія
Костел збудований в XVI столітті, точна дата побудови невідома, є версія, що храм споруджений близько 1550 року. Костел збудований в стилі ренесансу за кошти каштеляна Сандомирського Станіслава Мацейовського, який в той час був власником Лукова, освячений в 1595 році єпископом Холмським Станіславом Гомолинським. Добудовували його пізніші власники — Микола і Анна Сапіги у 1596 р., володимирський підкоморій Фридерик Сапіга у 1614 р. і Єва Сапіжина у 1636 р.

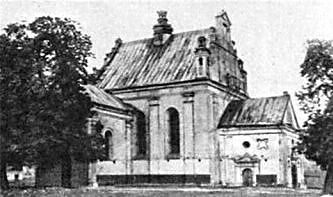
Костел Святих Анни та Станіслава з північно-західного боку. Післявоєнне зображення

Костел був практично цілковито зруйнований під час навали шведів (в XVII столітті чи під час наступу 1708 року). Костел відбудовано і обладнано за сприяння волинського воєводи Атаназія Валентія Мьончиньського і його дружини регіни з Цєкліньських на початку XVIII століття. Тоді він отримав бароковий декор.
У 1870 році костел був конфіскований царським урядом і переданий Православній Церкві. Нові власники значно перебудували його. Додані у 1875 р. бічні крила створили хрещатий план костелу. Після освячення костелу в православну церкву — отримав назву Свято-Успенський. Костел повернули римокатоликам тільки у 1920 році.
Після Другої світової війни костел дуже постраждав. У післявоєнні роки святиня використовувалася як сховище для зерна. В подальші роки костел зазнав страшної руйнації. Дах упав, на фронтоні лелеки щороку мостили своє гніздо. На карнізах стали рости дерева, у підземелля висипали сміття, дійшло навіть до розкрадання цегли. На сьогоднішній день костел у дуже пошкодженому стані, без даху та склепінь.
Постановою Ради Міністрів УРСР від 24.08.63 № 970 костел віднесений до пам'яток архітектури національного значення, його охоронний номер — 134.

## Сучасність. Церква Святої Анни
У 1997 році у Лукові було зареєстровано громаду Української Православної Церкви Київського патріархату, яка влітку 2007 року вирішила отримати приміщення напівзруйнованого костелу для проведення богослужінь. Згодом костел було передано у власність громади.
Пристосованим приміщенням виявився лише притвор костелу, де і почалися ремонтні роботи. Мешканці Лукова та гості, яким не була байдужою доля церкви, вносили пожертвування на відбудову і облаштування притвору, дарували церковне начиння. Було вивезено тонни сміття, пофарбовано стіни, засклено вікна, полагоджено двері, накрито дах.
7 серпня 2008 року відбулося довгоочікуване освячення церкви на честь Святої Анни. На службі були присутні священики Турійського деканату, гості та жителі селища.

## Архітектура

План костелу

Цегляний, однонавовий, перекритий напівциркульними склепіннями зі стрілчастими розпалубками. Під костьолом — крипта. Головний фасад був увінчаний ренесансним фронтоном. Розчленовані пілястрами стіни прорізані високими вузькими арочними вікнами.
У XVIII столітті пам'ятник отримав бароковий декор.
У 1875 р. костел зазнав перебудов. Бічні крила нави, прибудовані в 1875 р., змінили початкову об'ємно-просторову структуру костелу, утворили хрестоподібний план. Фасади прибудов 1875 року декоровані невеликими вікнами і нішами, форма яких утворена комбінацією різних геометричних фігур. Високий двосхилий дах основного об'єму увінчаний по конику сигнатурою.

## Дзвіниця
Раніше біля костелу знаходилась висока цегляна дзвіниця, яка аркою височіла над дорогою між костелом і сусідньою церквою Святої Параскеви. Цю дзвіницю було варварськи знесено, як в Лукові 1954 р. стало училище механізації, яке забрало зруйнований війною костел під склад. Сільськогосподарська техніка була дуже громіздка, висока і широка, не могла проїхати через муровану арку дзвіниці, тому не стали робити об'їзд за рахунок городів, а варварськи розібрали цю будівлю.

## Усипальниця
Був похований Фридерик Сапіга (†1626).